# ミツボシクロスズメダイ
ミツボシクロスズメダイ（学名：Dascyllus trimaculatus ）は、スズキ目スズメダイ科に分類される魚の一種。

## 分布
主に西部太平洋からインド洋、紅海にかけて分布し、日本近海では本州中部より南の浅い海域で見られる。

## 形態
全長約15cm。幼魚には体の両側と頭部に計3つの白斑があり、本種の名前の由来となっている。白斑は成長とともに消失する。

## 生態

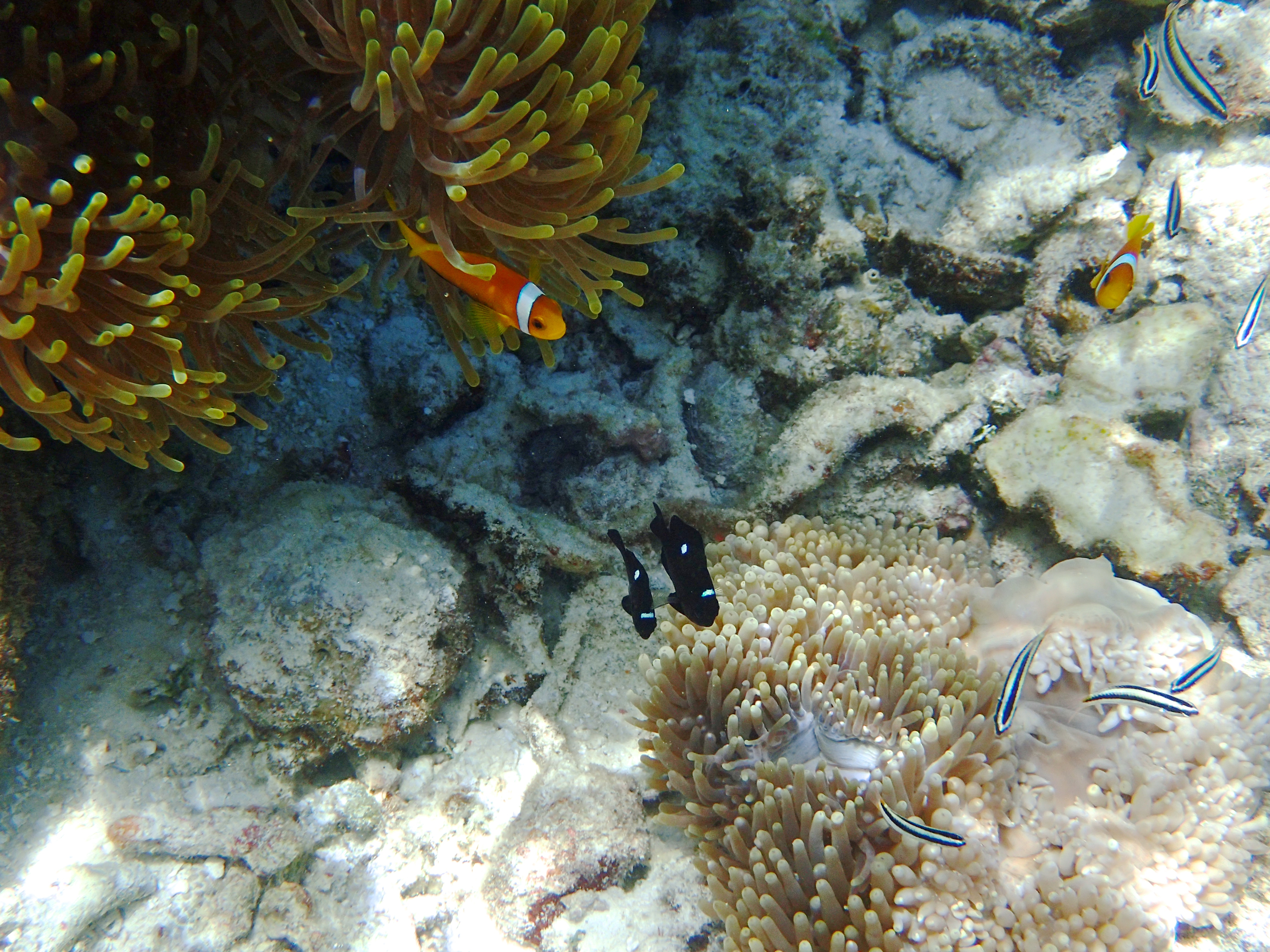
ミツボシクロスズメダイの幼魚（中央）。

幼魚は同じスズメダイ科に属するクマノミ（Amphiprion属）と同様、サンゴイソギンチャクのような大型のイソギンチャクと共生を行うことが知られる。ただしクマノミとは異なり、成長にしたがってイソギンチャクから離れ、自由生活に移行する。